# 岩国美弥子
岩国 美弥子（いわくに みやこ、1956年 - ）は、1976年（昭和51年）のミス・ユニバース・ジャパンである。

## 来歴・人物
1956年、大阪府堺市に生まれる。
幼稚園在籍中より住友信託銀行のモデルを務める（小学校3年生まで）。
英知大学英文科1年生在学中の1976年1月、今宮戎神社の福娘に選ばれる。
同年、ミス・ユニバースに応募し、近畿地区代表となる。4月7日、大阪市のABCホールで開かれた日本大会で代表に選出された。当時、大学2年生の19歳。同年7月に香港で開かれた世界大会に出場したが、入賞を果たすことは出来なかった。
翌年から2年間、サンテレビの『こちら海です』に出演した。
1982年、結婚。東京に転勤。1987年から1992年にかけて転勤のためニューヨークに暮らす。1女1男を出産するが離婚した。
1996年から英語塾を運営している。その他、大阪市西区の(株)システムブレーンに講師として登録し、講演会などで活動。

### その他
大学では剣道部に所属し、テニスも得意であった。双子の姉・久美子はミス・ユニバースに応募しなかった。
読者モデルの岩国優紀子は、娘である。